# Pledge Night
Pledge Night est un film américain réalisé par Paul Ziller, sorti en 1988.

## Fiche technique
- Titre : Pledge Night
- Réalisation : Paul Ziller
- Scénario : Joyce Snyder
- Production : Joyce Snyder et Jerry Landesman
- Musique : Anthrax et Todd Rice
- Photographie : Big Paul Smith
- Montage : Paul Ziller
- Pays d'origine : États-Unis
- Format : Couleurs - 1,33:1 - Mono - 35 mm
- Genre : horreur
- Durée : 90 minutes
- Date de sortie : 1988 (États-Unis)

## Distribution
- Todd Eastland : Larry Bonner
- Dennis Sullivan : Bodine
- Craig Derrick : Cagle
- David Neal Evans : Richard Goodman
- Robert Lentini : Silvera
- James Davies : Zahn
- Lawton Paseka : J.D.
- Michael T. Henderson : Chip
- Arthur Lundquist : Dan
- Steven Christopher Young : Rex
- Tony Barbieri : Tom
- Will Kempe : Acid Sid
- Joey Belladonna : Sid adolescent
- Shannon McMahon : Wendy
- Barbara Summerville : la mère de Bonner

## Autour du film
- Le tournage s'est déroulé à New Brunswick, dans le New Jersey.
- Joey Belladonna, qui joue le rôle de Sid lors d'un flashback, était le chanteur du groupe Anthrax de 1985 à 1992[1].